# Course en ligne masculine de cyclisme sur route aux Jeux olympiques d'été de 1976
Navigation
Munich 1972 Moscou 1980
La course en ligne masculine de cyclisme sur route, épreuve de cyclisme des Jeux olympiques d'été de 1976, a lieu le 26 juillet 1976 à Montréal au Canada. Elle s'est déroulée sur 175 km, sur un circuit de 12,5 km sur le mont Royal, dont les coureurs ont fait quatorze tours.
Le coureur suédois Bernt Johansson s'est imposé après 4 h 46 min 52 s de course, à une vitesse moyenne de 37,648 km/h. Il devance l'Italien Giuseppe Martinelli et le Polonais Mieczysław Nowicki. L'Allemand Klaus-Peter Thaler, deuxième sur la ligne d'arrivée, est déclassé à la neuvième place « pour ne pas avoir tenu sa ligne lors du sprint ».

## Classement final
| Rang                                | Cycliste             | Pays                 | Temps           |
| ----------------------------------- | -------------------- | -------------------- | --------------- |
| Médaille d'or, Jeux olympiques      | Bernt Johansson      | Suède                | 4 h 46 min 52 s |
| Médaille d'argent, Jeux olympiques  | Giuseppe Martinelli  | Italie               | + 31 s          |
| Médaille de bronze, Jeux olympiques | Mieczysław Nowicki   | Pologne              | m.t.            |
| 4.                                  | Alfons De Wolf       | Belgique             | m.t.            |
| 5.                                  | Nikolaï Gorelov      | Union soviétique     | m.t.            |
| 6.                                  | George Mount         | États-Unis           | m.t.            |
| 7.                                  | Jean-René Bernaudeau | France               | m.t.            |
| 8.                                  | Vittorio Algeri      | Italie               | m.t.            |
| 9.                                  | Klaus-Peter Thaler   | Allemagne de l'Ouest | m.t.            |
| 10.                                 | Bernardo Alfonsel    | Espagne              | + 35 s          |
| 11.                                 | Stanisław Szozda     | Pologne              | + 2 min 9 s     |
| 12.                                 | Ryszard Szurkowski   | Pologne              | m.t.            |
| 13.                                 | Vlastimil Moravec    | Tchécoslovaquie      | m.t.            |
| 14.                                 | Carlos Cardet        | Cuba                 | m.t.            |
| 15.                                 | Garry Bell           | Nouvelle-Zélande     | m.t.            |
| 16.                                 | Karl-Dietrich Diers  | Allemagne de l'Est   | m.t.            |
| 17.                                 | Alexandre Averine    | Union soviétique     | m.t.            |
| 18.                                 | Herbert Spindler     | Autriche             | m.t.            |
| 19.                                 | Wilfried Trott       | Allemagne de l'Ouest | m.t.            |
| 20.                                 | Harry Hannus         | Finlande             | m.t.            |
| 21.                                 | Roman Humenberger    | Autriche             | m.t.            |
| 22.                                 | Álvaro Pachón        | Colombie             | m.t.            |
| 23.                                 | Luis Manrique        | Colombie             | m.t.            |
| 24.                                 | Pierre Harvey        | Canada               | m.t.            |
| 25.                                 | Arie Hassink         | Pays-Bas             | m.t.            |
| 26.                                 | Roberto Ceruti       | Italie               | m.t.            |
| 27.                                 | Wolfgang Steinmayr   | Autriche             | m.t.            |
| 28.                                 | Clyde Sefton         | Australie            | m.t.            |
| 29.                                 | Sven-Åke Nilsson     | Suède                | m.t.            |
| 30.                                 | Jan Brzeźny          | Pologne              | m.t.            |
| 31.                                 | Carmelo Barone       | Italie               | m.t.            |
| 32.                                 | Rafael Ladrón        | Espagne              | m.t.            |
| 33.                                 | Juan José Moral      | Espagne              | m.t.            |
| 34.                                 | Remo Sansonetti      | Australie            | m.t.            |
| 35.                                 | Joseph Waugh         | Grande-Bretagne      | m.t.            |
| 36.                                 | Frank Hoste          | Belgique             | m.t.            |
| 37.                                 | Hans-Peter Jakst     | Allemagne de l'Ouest | m.t.            |
| 38.                                 | Thorleif Andresen    | Norvège              | m.t.            |
| 39.                                 | Valeri Tchaplyguine  | Union soviétique     | m.t.            |
| 40.                                 | Leo van Vliet        | Pays-Bas             | m.t.            |
| 41.                                 | Petr Bucháček        | Tchécoslovaquie      | + 7 min 34 s    |
| 42.                                 | John Howard          | États-Unis           | m.t.            |
| 43.                                 | Dudley Hayton        | Grande-Bretagne      | m.t.            |
| 44.                                 | Aavo Pikkuus         | Union soviétique     | 7 min 57 s      |
| 45.                                 | Rubén Camacho        | Mexique              | m.t.            |
| 46.                                 | Peter Weibel         | Allemagne de l'Ouest | m.t.            |
| 47.                                 | Dirk Heirweg         | Belgique             | 8 min 49 s      |
| 48.                                 | Eddy Schepers        | Belgique             | m.t.            |
| 49.                                 | Stoyan Bobekov       | Bulgarie             | + 11 min 43 s   |
| 50.                                 | Ad Tak               | Pays-Bas             | + 13 min 27 s   |
| 51.                                 | Rudolf Mitteregger   | Autriche             | m.t.            |
| 52.                                 | Vern Hanaray         | Nouvelle-Zélande     | m.t.            |
| 53.                                 | Ramón Noriega        | Venezuela            | + 16 min 21 s   |
| 54.                                 | Gilles Durand        | Canada               | m.t.            |
| 55.                                 | Geir Digerud         | Norvège              | + 17 min 50 s   |
| 56.                                 | David Boll           | États-Unis           | + 18 min 8 s    |
| 57.                                 | Richard Trinkler     | Suisse               | m.t.            |
| 58.                                 | José Ollarves        | Venezuela            | + 20 min 17 s   |

### Abandons
| Argentine - Juan Carlos Haedo - Osvaldo Benvenuti - Oswaldo Frossasco - Raúl Labbate Australie - Alan Goodrope - Peter Kesting Bolivie - Marco Soria Bulgarie - Ivan Popov - Martin Martinov - Nedyalko Stoyanov Canada - Tom Morris - Brian Chewter Colombie - Miguel Samacá - Abelardo Ríos Costa Rica - Carlos Alvarado Cuba - Roberto Menéndez - Gregorio Aldo Arencibia - Jorge Pérez Tchécoslovaquie - Petr Matoušek - Vladimír Vondráček Danemark - Verner Blaudzun - Jørgen Emil Hansen - Bent Pedersen - Willy Skibby Allemagne de l'Est - Gerhard Lauke - Hans-Joachim Hartnick - Siegbert Schmeisser | France - René Bittinger - Francis Duteil - Christian Jourdan Grande-Bretagne - Phil Griffiths - William Nickson Grèce - Mikhail Kountras Hong Kong - Kwong Chi Yan - Chan Fai Lui - Tang Kam Man - Chan Lam Hams Iran - Mohamed Ali Acha-Cheloi - Hassan Arianfard - Asghar Khodayari - Mahmoud Delshad Irlande - Alan McCormack - Oliver McQuaid Jamaïque - Errol Walters Luxembourg - Lucien Didier - Marcel Thull Malaisie - Yahya Ahmad Mexique - Luis Rosendo Ramos - José Castañeda - Rodolfo Vitela Nicaragua - Miguel Espinoza - David Iornos - Hamblin González - Manuel Largaespada | Pays-Bas - Frits Schür Norvège - Pål Henning Hansen - Stein Bråthen Nouvelle-Zélande - Jamie Richards Saint-Marin - Daniele Cesaretti Espagne - Paulino Martínez Suisse - Hansjörg Aemisegger - Robert Thalmann - Serge Demierre Suède - Leif Hansson - Alf Segersäll Thaïlande - Panya Singprayool-Dinmuong - Chartchai Juntrat - Prajin Rungrote - Arlee Wararong Uruguay - Carlos Alcantara - Víctor González - Waldemar Pedrazzi - Washington Díaz États-Unis - Michael Neel Venezuela - Justo Galaviz - Nicolas Reidtler |